# Microlophus
Microlophus — рід тропідуридових ящірок, що походить з Південної Америки. Відомо близько 20 видів, і 10 з них є ендемічними для Галапагоських островів, де вони широко відомі як лавові ящірки. Решта, яких часто називають тихоокеанськими ігуанами, зустрічаються в Андах і уздовж тихоокеанського узбережжя Чилі, Перу та Еквадору.
Розповсюдження лавових ящірок і їх варіації у формі, кольорі та поведінці демонструють явище адаптивного випромінювання, настільки типове для мешканців цього архіпелагу. Один вид зустрічається на всіх центральних і західних островах, які, можливо, були з’єднані в періоди нижчого рівня моря, тоді як по одному виду зустрічається на шести інших більш периферійних островах. Усі, швидше за все, еволюціонували від одного предкового виду. Однак, як зазвичай для Tropiduridae, вони можуть певною мірою змінювати своє забарвлення індивідуально, і представники одного виду, що зустрічаються в різних середовищах існування, також мають відмінності в кольорі. Отже, тварини, які живуть переважно на темній лаві, темніші, ніж ті, які живуть у світлішому піщаному середовищі.

## Види
- — ендеміки Галапагоських островів
- Microlophus albemarlensis (Baur, 1890) *
- Microlophus arenarius (Tschudi, 1845)
- Microlophus atacamensis (Donoso-Barros, 1960)
- Microlophus barringtonensis (Baur, 1892) *
- Microlophus bivittatus (W. Peters, 1871) *
- Microlophus delanonis (Baur, 1890) *
- Microlophus duncanensis (Baur, 1890) *
- Microlophus grayii (Bell, 1843) *
- Microlophus habelii (Steindachner, 1876) *
- Microlophus heterolepis (Wiegmann, 1834)
- Microlophus indefatigabilis (Baur, 1890) *
- Microlophus jacobii (Baur, 1892) *
- Microlophus koepckeorum (Mertens, 1956)
- Microlophus occipitalis (W. Peters, 1871)
- Microlophus pacificus (Steindachner, 1876) *
- Microlophus peruvianus (Lesson, 1830)
- Microlophus quadrivittatus (Tschudi, 1845)
- Microlophus tarapacensis (Donoso-Barros, 1966)
- Microlophus theresiae (Steindachner, 1901)
- Microlophus theresioides (Donoso-Barros, 1966)
- Microlophus thoracicus (Tschudi, 1845)
- Microlophus tigris (Tschudi, 1845)
- Microlophus yanezi (Ortiz-Zapata, 1980)